# Concierto para clavecín en mi mayor, BWV 1053
El Concierto para clavecín en mi mayor, BWV 1053, es un concierto para clavecín y orquesta de cuerdas de Johann Sebastian Bach. Es el segundo concierto para teclado de Bach compuesto en 1738, escrito para teclado y orquesta de cuerdas barroca. Los movimientos fueron reelaboraciones de partes de dos de las cantatas de iglesia de Bach compuestas en 1726: el solo de órgano obbligato de las sinfonías para los dos movimientos rápidos; y el aria de contralto restante proporcionó el movimiento lento.

## Contexto histórico

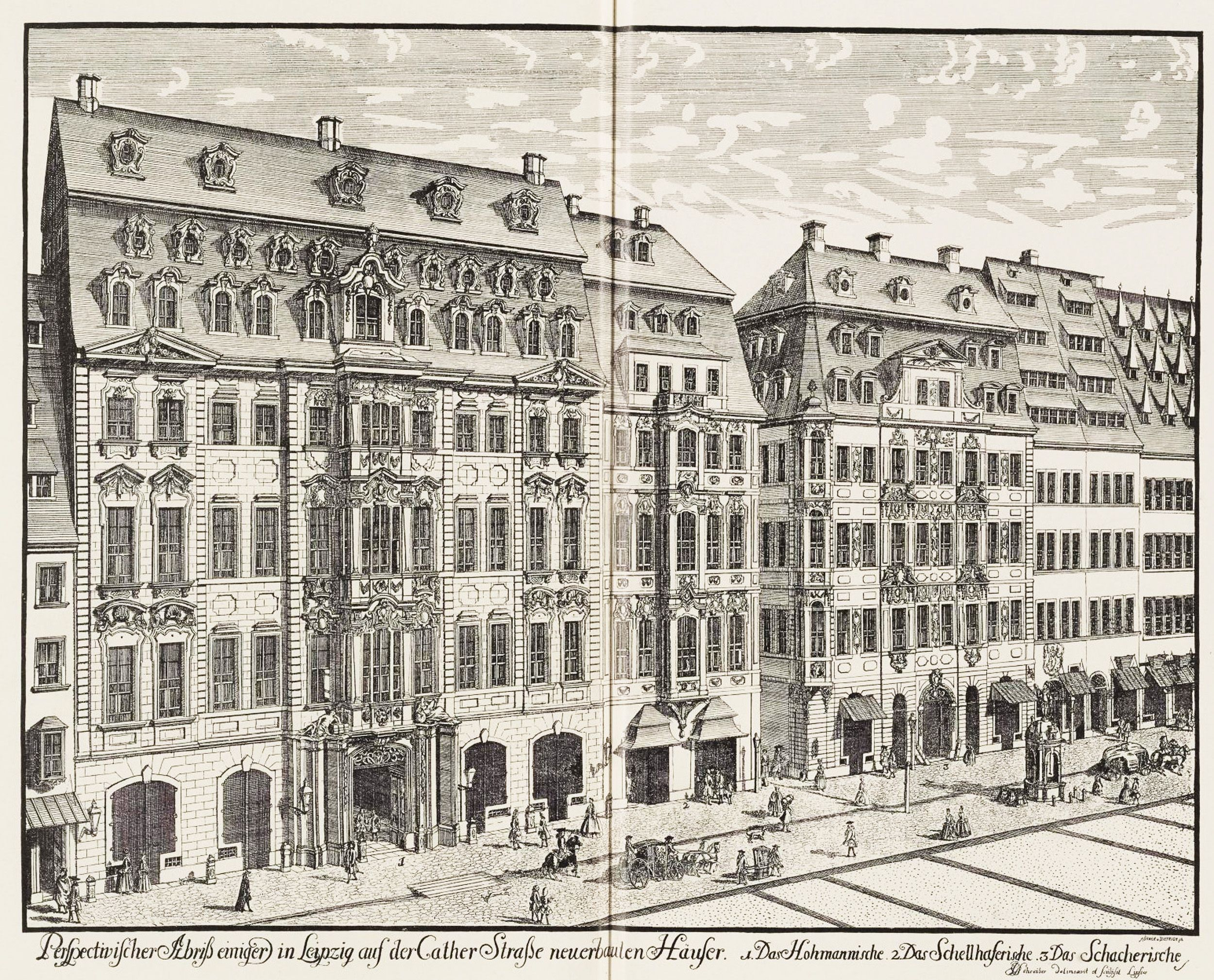
Johann Georg Schreiber, 1720: Grabado de Katherinenstrasse en Leipzig. En el centro está el Café Zimmermann, donde el Collegium Musicum organizaba conciertos semanales de música de cámara.

Al igual que los otros conciertos para clavecín, generalmente se acepta que el BWV 1053 es una transcripción de un concierto instrumental perdido. Al igual que con el concierto para clavecín BWV 1052, todos los movimientos tenían encarnaciones previas en cantatas de Leipzig escritas diez o más años antes del manuscrito autógrafo de 1738 o 1739, con la parte del instrumento melódico escrita para órgano obbligato. El primer y segundo movimiento del BWV 1053 corresponden a la Sinfonía inicial (en re mayor) y el aria alto "Stirb in mir, Welt" (en si menor) en Gott soll allein mein Herze haben, BWV 169; y el final de la Sinfonia de apertura (en mi mayor) en Ich geh und suche mit Verlangen, BWV 49. Las cantatas, parte de una serie en la que Bach desarrolló el órgano obbligato como instrumento de cámara u orquestal, se interpretaron por primera vez en octubre y noviembre de 1726 en la Thomaskirche, con dos semanas de diferencia. La partitura en BWV 169 incluye dos oboes y un taille como instrumentos ripieno en la sinfonía y un oboe d'amore en el aria. En el aria, las líneas del contralto solista y el órgano se entrelazan alrededor de cada uno en lo que Alfred Dürr ha descrito como "sin duda una de las piezas vocales más inspiradas que Bach haya escrito... una inmersión apasionada en el amor celestial".

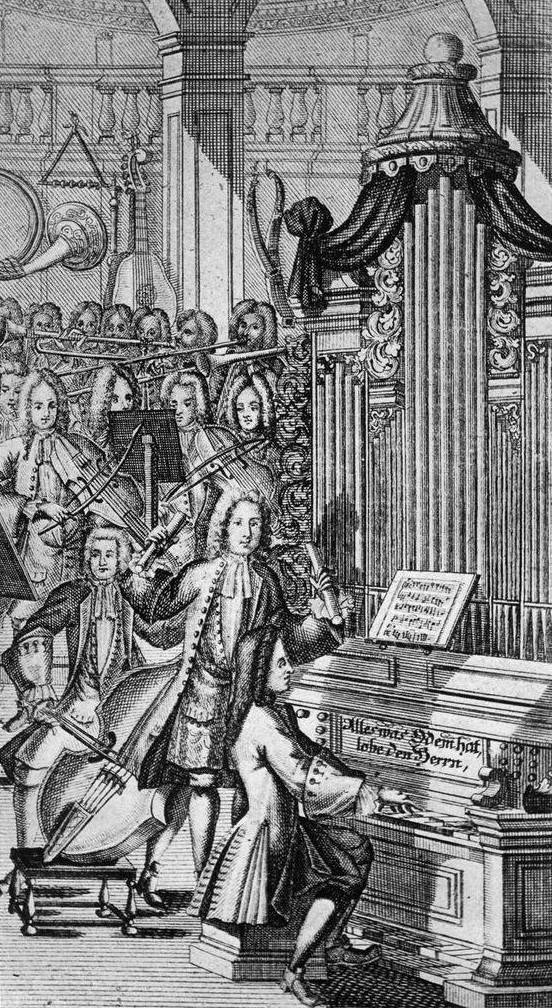
El compositor dirigiendo una cantata de galería en una iglesia, grabado de Musicalisches Lexicon, Johann Gottfried Walther, 1732

Como comenta Wolff (1994), esto muestra las sutilezas en el proceso de arreglo de Bach. En este caso, la superposición de la línea vocal adicional sobre la parte del teclado "tiene como objetivo la exploración, el enriquecimiento y la perfección del material compositivo original". También se agregó un oboe d'amore como instrumento ripieno en la sinfonía de BWV 49.
Desde la disertación de Ulrich Siegele de 1957, donde sugirió que BWV 1053 se originó en un concierto para flauta en fa mayor o un concierto para oboe en mi♭ mayor, se han propuesto varias reconstrucciones para diferentes instrumentos melódicos, todas discutidas en Breig (2001) : Hermann Töttcher & Gottfried Müller (en fa mayor para oboe, 1955); de Wilfried Fischer (en mi♭ mayor para oboe, 1966 y viola, 1996); de Joshua Rifkin (en mi♭ mayor para oboe, 1983); de Arnold Mehl (en re mayor para oboe d'amore. 1983); y de Bruce Haynes (en re mayor para oboe d'amore, 1998). Se pueden encontrar más discusiones sobre la posible forma original del concierto en Butler (2008),Wolff (2008) y Rampe (2013). En Wolff (2016), se mencionan problemas con todas las reconstrucciones: para instrumentos de viento madera, problemas respiratorios creados por largos pasajes ininterrumpidos de tresillos de semicorchea en el tercer movimiento; y para la viola, la ausencia total de figuraciones de cuerdas en todo el concierto. Dada la aparición de los tres movimientos en las cantatas de 1726, sugirió que el concierto podría haber sido compuesto originalmente para un instrumento de teclado no especificado, indistintamente un clavicémbalo o un órgano, según el lugar, y que podría haber sido una de las piezas tocadas durante el recital de Bach en el órgano Silbermann en la Sophienkirche de Dresde en septiembre de 1725.
La parte de clavicémbalo del primer movimiento del BWV 1053 difiere de la parte de órgano de 1726 en varios aspectos de los pasajes solistas: en la mano derecha, la línea melódica se volvió mucho más elaborada y ornamental; y en la mano izquierda, la línea de bajo figurada fue reemplazada por una textura más densa de figuras y acordes completamente elaborados; la mano izquierda fue "emancipada" en palabras de Wolff (2002). Al mismo tiempo, en las partes orquestales, Bach redujo las contribuciones de las cuerdas inferiores y ajustó las contribuciones de las cuerdas superiores para crear un equilibrio adecuado con el clavicémbalo, sin duplicar ninguna de las partes de cuerda, excepto los instrumentos bajos. La partitura más ligera permitió el contrapunto entre el primer violín y el clavicémbalo en episodios solistas. Este método de adaptación, al estilo de la plena madurez de Bach, se apartó del utilizado para BWV 1052 y se empleó en los conciertos posteriores BWV 1054–1057.

## Estructura musical

### Primer movimiento: [Allegro]
La estructura musical del primer movimiento del Concierto BWV 1053, escrita de forma concisa pero compleja en sus muchos detalles intrincados e ingeniosos, ha sido analizada en Berger (1997) y Rampe (2013). El movimiento combina la estricta forma da capo A – B – A de un aria con la estructura ritornello de un concierto. La sección A comprende 62 compases. En el ritornello de ocho compases de apertura, el clavicémbalo toca inicialmente como parte del ripieno, tomando la parte del primer violín en la mano derecha y el continuo en la izquierda. Después de esta apertura del tutti, el clavicémbalo sigue su propio curso, respondiendo con un episodio de nueve compases que introduce su propio material.
Hay otros tres pasajes de ritornello con dos respuestas intermitentes en episodios en solitario para el clavicémbalo. Bach ideó el material temático rítmico del clavicémbalo como un contratema contrastante con los motivos de semicorchea en la cabeza del ritornello. En cada repetición, la partitura del ritornello varía: el clavicémbalo alterna entre su propio contratema y el del ritornello de apertura; toca variantes cada vez más brillantes de su propio material, que eventualmente incluye alegres motivos de dáctilos, en contrapunto al tema del violín en semicorchea. La sección central B tiene 51 compases de largo y está principalmente en tonalidad menor, comenzando en fa♯ menor. Hay tres episodios en solitario para el clavecín puntuados por dos repeticiones del ritornello orquestal, primero en fa♯ (compás 69) y luego en su tonalidad relativa mayor, la mayor (compás 81). Menos ligado al ritornello, el clavecín desarrolla libremente su propio material, que se deriva del de la sección A. El tercer y más largo episodio de 27 compases comienza en el compás 86 y queda centrado en la tonalidad de do♯ menor. Las cuerdas brindan un acompañamiento simple a las frases largas del solo de clavicémbalo extendido; entre frases, el primer violín toca una breve repetición en do♯ menor del motivo inicial de semicorchea del ritornello. El episodio culmina con un pasaje de semicorchea sobre un punto de pedal de sol♯ extendido y una cadencia de Adagio y calderón en do♯ menor. El movimiento luego se reanuda con una recapitulación de la totalidad de la sección A.

### Segundo movimiento: Siciliano
El movimiento lento en do♯ menor, marcado como Siciliano, tiene un compás de 12
8, el cual Jones (2013) ha descrito como hermoso e inquietante. En forma da capo, el ritornello sostenido de cuerdas está acompañado por el clavicémbalo con una realización explícita del bajo cifrado mediante suaves semicorcheas de acordes rotos. Después del ritornello de apertura, el clavicémbalo, acompañado de acordes de corchea separados en las cuerdas, toca su propia línea melódica dividida en dos largas frases cada vez más ornamentadas, la segunda de las cuales se funde con el acompañamiento de semicorchea del ritornello de cierre.

### Tercer movimiento: Allegro
El tercer movimiento del Concierto BWV 1053 es un alegre y danzante allegro en la tonalidad de mi mayor, con compás de 3
8. Al igual que el primer movimiento, su forma compositiva concisa e ingeniosa combina la estructura da capo de un aria con la estructura ritornello de un concierto; también tiene una partitura igualmente ligera en las partes orquestales para crear un equilibrio adecuado entre el clavicémbalo y las cuerdas. Aunque la estructura general es similar a la del primer movimiento, las alternancias entre concertato solista y ripieno son más frecuentes y complejas. En lugar de los conciertos de Vivaldi, Gregory Butler ha sugerido que este movimiento está más cerca en forma y estilo de los conciertos de otro de los contemporáneos italianos de Bach, el compositor veneciano Tomaso Albinoni. Butler ha realizado un estudio detallado de los dos conjuntos de doce concerti a cinque de Albinoni, Op.7 (1715) y Op.9 (1722), cada conjunto tiene cuatro conciertos para violín, cuatro conciertos para oboe y cuatro conciertos para dos oboes, y ha propuesto el último movimiento del concierto para dos oboes op.9, No.3 como posible precursor del BWV 1053/3.
El tercer movimiento de Bach está escrito en forma estricta da capo A - B - A, con 137 compases en la sección A y 122 en la sección B. El ritornello de dieciocho compases de apertura tiene una sección introductoria o Vordersatz de cuatro compases: las cuerdas tocan el motivo de la "cabeza" (tres corcheas, cuatro semicorcheas y una corchea) en canon que comienza en el primer violín, luego en el segundo y luego en la viola. Este ritmo se repite en los primeros ocho compases del ritornello. Debajo de las cuerdas y el único instrumento que inicia el movimiento, el clavicémbalo toca una floritura introductoria de tresillos de semicorchea arpegiados que completan las armonías y abarcan casi todo el teclado. En el resto del ritornello el clavicémbalo dobla la parte del primer violín en la mano derecha y el continuo en la izquierda.
El clavicémbalo después comienza su propio material temático en el primer episodio en solitario. Al principio, toca solo los primeros cuatro compases como una breve declamación, lo que provoca el Vordersatz del ritornello como respuesta. A esto le sigue una repetición del clavicémbalo del nuevo material temático, ahora extendido a un episodio de dieciséis compases.
Este episodio es seguido por una repetición de todo el ritornello de 18 compases en la tonalidad dominante de Si mayor. En esta repetición se reducen las partes inferiores de la cuerda; ahora la mano derecha de la parte de clavicémbalo proporciona el contrapunto a la parte de primer violín que en lugar del segundo violín y viola; y la mano izquierda toca su propia figuración de semicorchea junto con la línea de continuo. Hay dos episodios más para el clavicémbalo en los que se desarrolla su propio material con pasajes en semicorcheas, en tresillos de semicorcheas y en semicorcheas de movimiento paralelo y contrario en ambas manos. Estos están separados por una versión abreviada del ritornello y seguidos por una versión completa, con sus dos últimos compases reducidos a clavicémbalo y primer violín. La sección A concluye, siguiendo el patrón tradicional establecido por Albinoni, con una repetición del cuerpo principal (Vorspinnung) y la parte final (Epílogo) del ritornello, con el clavicémbalo una vez más doblando las partes del primer violín y del continuo.
En la sección B, que sigue inmediatamente, Bach rompe con la tradición: ahora en la relativa menor, sol♯ menor, introduce en el primer episodio de clavecín solista un tema cromático muy contrastado acompañado de características semicorcheas en la mano izquierda.
De 38 compases de longitud y puntuado por respuestas fragmentarias de las cuerdas, el episodio solista modula a través de las tonalidades de si mayor y do♯ menor a una cadencia en fa♯ menor. Le sigue una secuencia de pasajes cortos que alternan entre material de ritornello y material de solo para el clavicémbalo extraído de la sección B (figuras de semicorchea) y luego de la sección A (el comienzo del tema del clavicémbalo). Los segmentos de ritornello se mueven de fa♯ menor a mi mayor, el segmento final se modula de fa menor a si mayor y luego a mi mayor. El siguiente episodio de solo de doce compases continúa y desarrolla el material temático del clavicémbalo de la sección A, modulando desde mi mayor, a si mayor y luego a la tonalidad distante de re♯ mayor. El Vordersatz de 4 compases del ritornello se toca luego en esta tonalidad, luego en sol♯ mayor, llegando a la tonalidad de do♯ menor. La sección B termina simétricamente con un episodio solista extendido de 33 compases, una variante del episodio cromático largo con el que comenzó. Después de modular a través de las tonalidades de sol♯ menor, do♯ menor y re♯ menor, el movimiento se detiene brevemente de la manera de un aria de Scarlatti da capo con cadencia a la tonalidad mediante de sol♯ menor. La música continúa con una capitulación de la sección A.

## Grabaciones seleccionadas

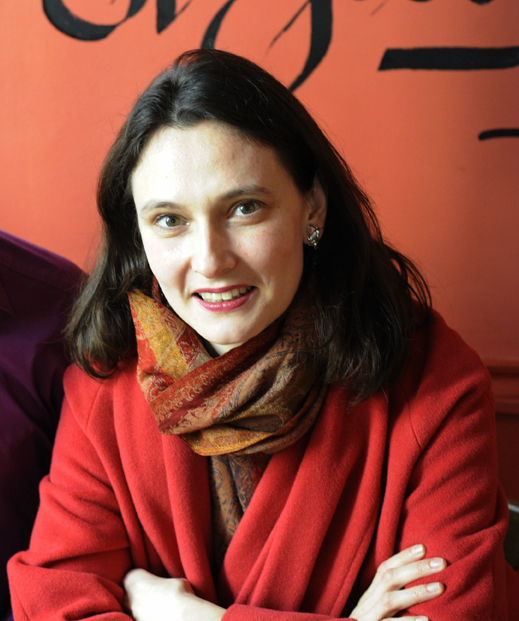
Béatrice Martin, clavecinista

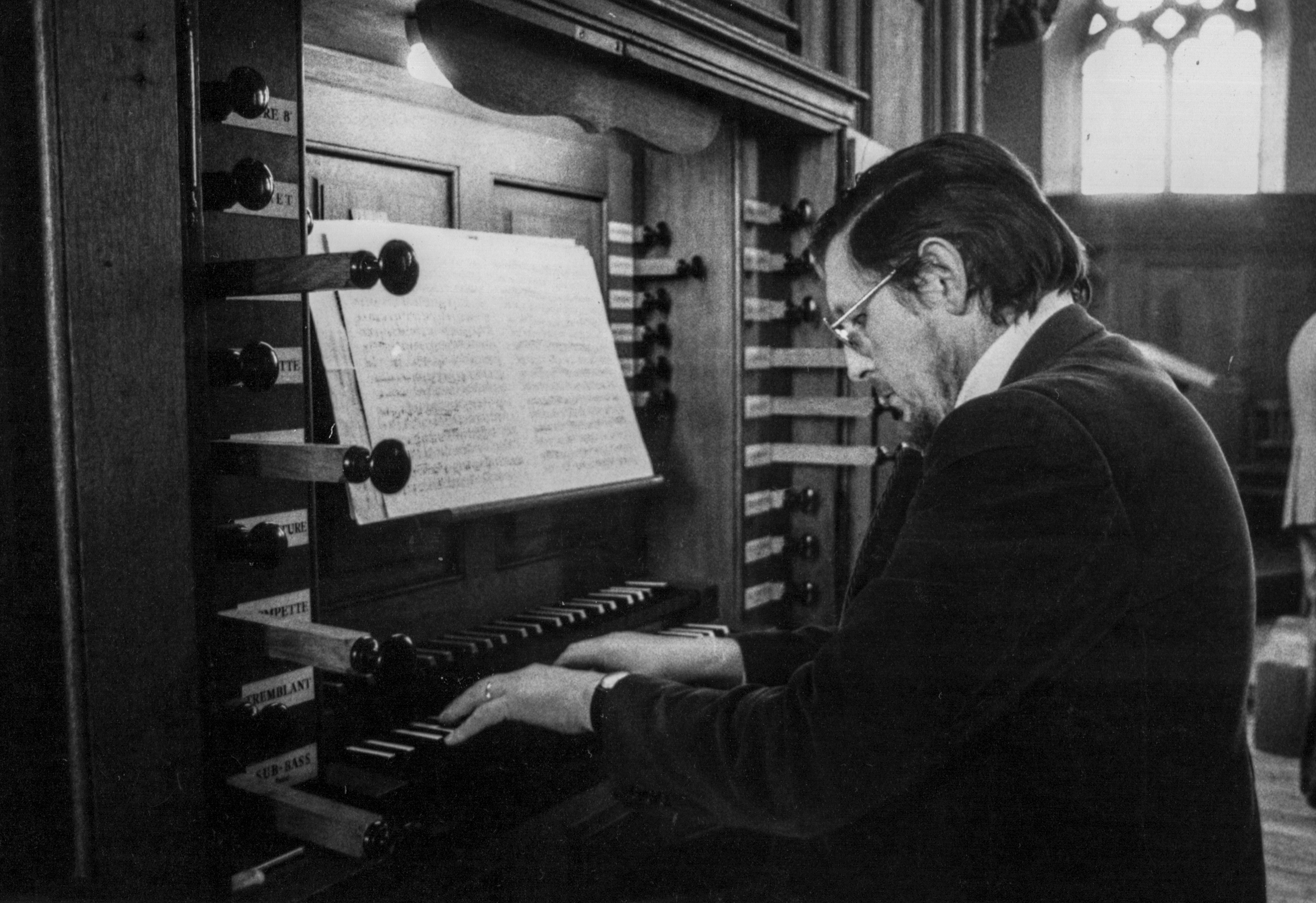
André Isoir, organista

### Con clavicémbalo
- Gustav Leonardt, Leonhardt-Consort; 1968; TelDec
- Igor Kipnis, The London Strings, Neville Marriner; 1971; CBS Masterworks Records M2YK 45616
- Trevor Pinnock, The English Concert; 1981; Archiv Produktion 471754-2 (2002 re-issue)
- Christine Schornsheim, Neues Bachisches Collegium Musicum, Burkhard Glaetzner; 1990-1992; Brilliant Classics
- Andreas Staier, Freiburger Barockorchester; 2013; Harmonia Mundi HMC 902181.82
- Christophe Rousset, The Academy of Ancient Music, Christopher Hogwood; 1999; L'Oiseau Lyre
- Béatrice Martin, Les Folies Françoises, Patrick Cohen-Akenine; 2011; Cypres
- Masaaki Suzuki, Bach Collegium Japan; 2018; Bis-2401

### Con piano
- Andrei Gavrilov, Academy of St. Martin in the Fields, Neville Marriner; 1987; EMI Classics 573641-2 (reedición de 1999)
- Murray Perahia, Academy of St. Martin in the Fields; 2000-2001; Sony Classical SK89245 / SK89690
- Angela Hewitt, Australian Chamber Orchestra, Richard Tognetti; 2005; Hyperion

### Con órgano
- André Isoir, Le Parlement de Musique, Martin Gester; 1993; Calliope CAL 9720
- Peter Hurford, Royal Northern Sinfonia, Richard Hickox; 1990; Argo

### Con oboe
- Marcel Ponseele, Il Gardellino; 2005; Accent